# Strzelce Opolskie
Strzelce Opolskie (udtale: [ˈstʂɛlt͡sɛ ɔˈpɔlskʲɛ];  ( hør) tysk: Groß Strehlitz, Schlesisk: Wielge Strzelce) 
er en by  i den østlige del af Opole Voivodeship i det sydlige Polen.  Byen  har 17.512(2021) indbyggere og et areal på	12,35  km².  Den er administrationsby i  powiatet (amt) Strzelce.

## Historie
Bebyggelsen blev nævnt i dokumenter fra det 13. århundrede, da den var en del af Piast-regerede Polen. Den fik sandsynligvis stadsrettigheder  i det 13. århundrede. Lokale hertuger fra Piast-dynastiet rejste et slot i byen.
Byen blev annekteret af Preussen i det 18. århundrede, og derefter fra 1871 til 1945 var den også en del af Tyskland. I det 18. århundrede tilhørte Strzelce Opolskie skattekontrolområdet Prudnik. Ved folkeafstemningen i Øvre Schlesien, der blev afholdt i 1921, blev indbyggerne bedt om at vælge mellem at forblive i Weimar-republikkens Tyskland og genindtræde i Polen, som netop genvandt uafhængighed efter 1. verdenskrig. I Groß Strehlitz blev 85,7 % af stemmerne afgivet for at blive i Tyskland.
I en hemmelig Sicherheitsdienst-rapport fra 1934 blev byen udnævnt til et af hovedcentrene for den polske bevægelse i det vestlige Øvre Schlesien. Efter Tysklands nederlag i  1945 blev byen igen en del af Polen.

## Galleri
- Rådhus
- Slotspark
- Ruiner af Piast hertugernes slot fra det 14. århundrede
- Gammel stald i slotskomplekset
- Monument for krigsofre